# Gabriel Slonina
Gabriel Paweł "Gaga" Słonina (Addison, 15 de maio de 2004) é um futebolista norte-americano que atua como goleiro. Atualmente joga pelo Chelsea, e também atua pela Seleção dos Estados Unidos.
Em 2023, Slonina foi o único goleiro incluído na lista NXGN da Goal dos 50 melhores jogadores jovens.

## Carreira

### Chicago Fire
Nascido em Addison, em Illinois, Slonina ingressou na academia de juniores do Chicago Fire, clube da Major League Soccer, em 2013. Em 8 de março de 2019, Slonina assinou um contrato de jogador profissional local com o clube. Aos 14 anos, Slonina se tornou a segunda contratação mais jovem na história da Major League Soccer e a contratação mais jovem do Chicado Fire.
Em 4 de agosto de 2021, Slonina fez sua estreia profissional pelo Chicago Fire contra o New York City, tornando-se o goleiro titular mais jovem da história da liga com 17 anos e 81 dias. Slonina fez quatro defesas para o Fire, já que a partida terminou com um empate em 0-0, o que o tornou o goleiro mais jovem a registrar um clean shoots na história da Major League Soccer.

### Chelsea
Em 2 de agosto de 2022, Slonina assinou contrato com o Chelsea, clube da Premier League, por uma taxa de transferência de $ 10 milhões de dólares, potencialmente aumentando para $ 1 milhão com add-ons. No entanto, como parte da transferência, ele permaneceu com o Chicago Fire por empréstimo para completar o restante da temporada da MLS, antes de ingressar no Chelsea em 1 de janeiro de 2023. Slonina fez sua estreia em um Chelsea camisa do time Sub-21 em partida da Professional Development League contra o Wolverhampton em 13 de janeiro de 2023.

## Carreira internacional
Nascido nos Estados Unidos, ele é descendente de poloneses e era elegível para representar os Estados Unidos ou a Polônia internacionalmente.
Slonina representou os Estados Unidos nas categorias sub-15, sub-16 , sub-17 e sub-20. Slonina foi convocado para a seleção principal dos Estados Unidos em dezembro de 2021, mas não participou de uma partida. Em 21 de janeiro de 2022, Slonina foi convocado novamente para as Eliminatórias da Copa do Mundo FIFA de 2022 com a seleção principal dos Estados Unidos, mas novamente não participou de uma partida. Em 17 de maio, ele foi convocado para a seleção principal polonesa pelo técnico Czesław Michniewicz para os próximos jogos da Liga das Nações contra o País de Gales, Bélgica e Holanda.  Três dias depois, Slonina rejeitou a convocação e declarou seu desejo de representar os Estados Unidos em nível internacional. Em 25 de janeiro de 2023, Slonina se tornou o goleiro mais jovem a jogar pela seleção principal dos Estados Unidos, fazendo várias defesas na derrota por 2 a 1 para a Sérvia.
Slonina foi o goleiro titular dos Estados Unidos na Copa do Mundo Sub-20 de 2023 e registrou quatro jogos consecutivos sem sofrer golos enquanto os americanos avançavam para as quartas de final. Os únicos dois gols que Slonina permitiu no torneio, incluindo um desviado por um companheiro de equipe, aconteceram na derrota por 2 a 0 nas quartas de final para o Uruguai.

## Estatísticas

### Clube
- Atualizado até 17 de setembro de 2022[22]

| Clube             | Temporada         | Liga                | Liga  | Liga | Copa  | Copa | Copa da Liga | Copa da Liga | Continental | Continental | Outros | Outros | Total | Total |
| Clube             | Temporada         | Divisão             | Jogos | Gols | Jogos | Gols | Jogos        | Gols         | Jogos       | Gols        | Jogos  | Gols   | Jogos | Gols  |
| ----------------- | ----------------- | ------------------- | ----- | ---- | ----- | ---- | ------------ | ------------ | ----------- | ----------- | ------ | ------ | ----- | ----- |
| Chicago Fire      | 2021              | Major League Soccer | 11    | 0    | —     | —    | —            | —            | —           | —           | —      | —      | 11    | 0     |
| Chicago Fire      | 2022              | Major League Soccer | 32    | 0    | —     | —    | —            | —            | —           | —           | —      | —      | 32    | 0     |
| Chicago Fire      | Total             | Total               | 43    | 0    | —     | —    | —            | —            | —           | —           | —      | —      | 43    | 0     |
| Chelsea           | 2022–23           | Premier League      | 0     | 0    | —     | —    | —            | —            | —           | —           | –      | –      | 0     | 0     |
| Total na carreira | Total na carreira | Total na carreira   | 43    | 0    | 0     | 0    | 0            | 0            | 0           | 0           | 0      | 0      | 43    | 0     |

### Internacional
- Atualizado até 25 de janeiro de 2023[23]

| Seleção        | Ano   | Jogos | Gols |
| -------------- | ----- | ----- | ---- |
| Estados Unidos | 2023  | 1     | 0    |
| Total          | Total | 1     | 0    |

## Títulos
Chelsea
- Mundial de Clubes FIFA: 2025[24]

Estados Unidos
- Liga das Nações da CONCACAF: 2023–24[25]